# Taniele Gofers
Taniele Gofers, född 12 juni 1985 i Sydney, är en australisk vattenpolospelare. Hon deltog i den olympiska vattenpoloturneringen i Peking där Australien tog brons. Gofers gjorde tre mål i turneringen.
Gofers tog VM-silver i samband med världsmästerskapen i simsport 2007 i Melbourne.